# Oudeland van Strijen
Oudeland van Strijen este o arie protejată (arie de protecție specială avifaunistică — SPA) din Țările de Jos întinsă pe o suprafață de 1.568 ha, integral pe uscat.

## Localizare
Centrul sitului Oudeland van Strijen este situat la coordonatele 51°45′47″N 4°31′13″E / 51.7631°N 4.5204°E.

## Înființare
Situl Oudeland van Strijen a fost declarat arie de protecție specială avifaunistică în martie 2000 pentru a proteja 4 specii de animale.

## Biodiversitate
Situată în ecoregiunea atlantică, aria protejată nu include niciun habitat protejat.
La baza desemnării sitului se află mai multe specii protejate de  păsări (4): rață fluierătoare (Anas penelope), gârliță mare (Anser albifrons), gârliță mică (Anser erythropus), Branta leucopsis.